# 丸山涼子
丸山 涼子（まるやま りょうこ）は日本のキーボーディスト及び舞台音楽作曲・サウンドデザイナー。ヒーリング音楽作曲でも知られる。渋さ知らズ（主に渋さ知らズオーケストラ担当）のメンバー。メジャーデビュー前の聖飢魔IIにも一時期在籍し、解散ミサに歴代構成員の一名として参加した。

## 略歴
彼女は爆風スランプの前身でもあるスーパースランプに所属していたことがあり、そこで知り合ったデーモン小暮閣下の誘いによりデビュー前の聖飢魔IIにおいて魔女RYO子嬢として2ヶ月間限定の構成員として活動したが、ダミアン浜田から「ハードロックにキーボードはいらねェ」と言われてしまい、聖飢魔IIからキーボードというポジション自体がなくなってしまい1983年に脱退した。
聖飢魔IIに所属中のテーマカラーはピンク（ショッキングピンク）。ダミアン浜田同様人間に近い容姿をしており、ピンクの髪と額にある赤いビンディーが特徴。髪型はバラを表現している。
また彼女に関しての資料は白地に黒の線で書かれた小さなイラストしかなく、聖飢魔IIが地球デビューしてから解散ミサの1日目まではそのイラストでしか彼女の姿を見ることが出来なかったが、THE SATAN ALL STARS' DAYでデーモン小暮閣下の『早稲田大学教育学部国文学科にRYO子あり。本家本元世も末，魔女RYO子，on Keyboard!』というかけ声の後の「悪魔の賛美歌」より、キーボードのソロで初めてその姿を披露した。「JACK THE RIPPER」でもローテーションのソロを担当した。
彼女はスーパースランプ時代、デーモン小暮と共にライブ活動をした経験から彼のバックグラウンドである演劇に興味を持ち、1988年から東京小劇場界において音楽の提供及び音響を手がけるようになる。1994年に音響デザイン事務所ハートサウンズ社を設立、2000年にアメリカ移住の為に閉社するまでに手がけた舞台音響プランは100作品を超える。
2000年から2008年まではハワイ州オアフ島ないしカウアイ島に在住。カウアイ在住時にCD "GARDENIA"(2007)をリリース。2008年からカリフォルニア州に移住し、現在ロサンゼルス在住。

## 作品
- 映画『小鳥たちのいない花園』サウンドトラック（1992）
- ソロ・アルバム『アースハートミュージック～水の記憶・森の記憶』(1999)
- 聖飢魔II『活動絵巻 The Black Mass Final 3 Nights』 (2000)
- 聖飢魔II『The Ultimate Black Mass (Complete)』 (2000)

この他、デーモン小暮閣下が「小暮伝衛門」名義で発表したソロアルバム「好色萬声男」（1990）にコーラスで参加している。